# Monika Hohlmeier
Monika Hohlmeier (Monaco di Baviera, 2 luglio 1962) è una politica tedesca.
Iscritta all'Unione Cristiano-Sociale in Baviera (CSU), è stata ministro di Stato dell'istruzione e degli affari culturali della Baviera dal 1998 al 2005. Dal 2009 è parlamentare europea, rieletta nel 2014 e nel 2019. Dal 2019 è presidente della commissione per il controllo dei bilanci.

## Carriera
Nata a Monaco di Baviera nel 1962, è la figlia del politico Franz Josef Strauß, per dieci anni presidente della Baviera.
Dal 1998 al 2005 è stata ministra di Stato dell'istruzione e degli affari culturali della Baviera nel governo di Edmund Stoiber. Alle elezioni europee del 2009 è eletta al Parlamento europeo, entrando nella commissione Bilanci. Come membro della commissione, è stata anche relatrice di un controverso provvedimento riguardante l'acquisto di tre nuovi edifici per ospitare uffici del Parlamento europeo tra Strasburgo e Bruxelles per un importo di 38 milioni di euro. Insieme alla socialista Eider Gardiazabal è stata anche relatrice del bilancio 2015.
Dopo la rielezione nel 2019 entra nella commissione per il controllo dei bilanci di cui è eletta presidente.
Come Presidente della commissione ha guidato una delegazione di sei eurodeputati in una visita a Praga per verificare possibili irregolarità nell'utilizzo dei fondi europei destinati alla Repubblica Ceca. A causa di tale visita, è stata personalmente attaccata dal Primo Ministro ceco Andrej Babiš che l'ha definita "pazza" e ha definito la visita uno spreco dei soldi dei contribuenti. Hohlmeier ha definito le dichiarazioni di Babiš come un pericoloso discorso di incitamento all'odio.